# 南禅寺

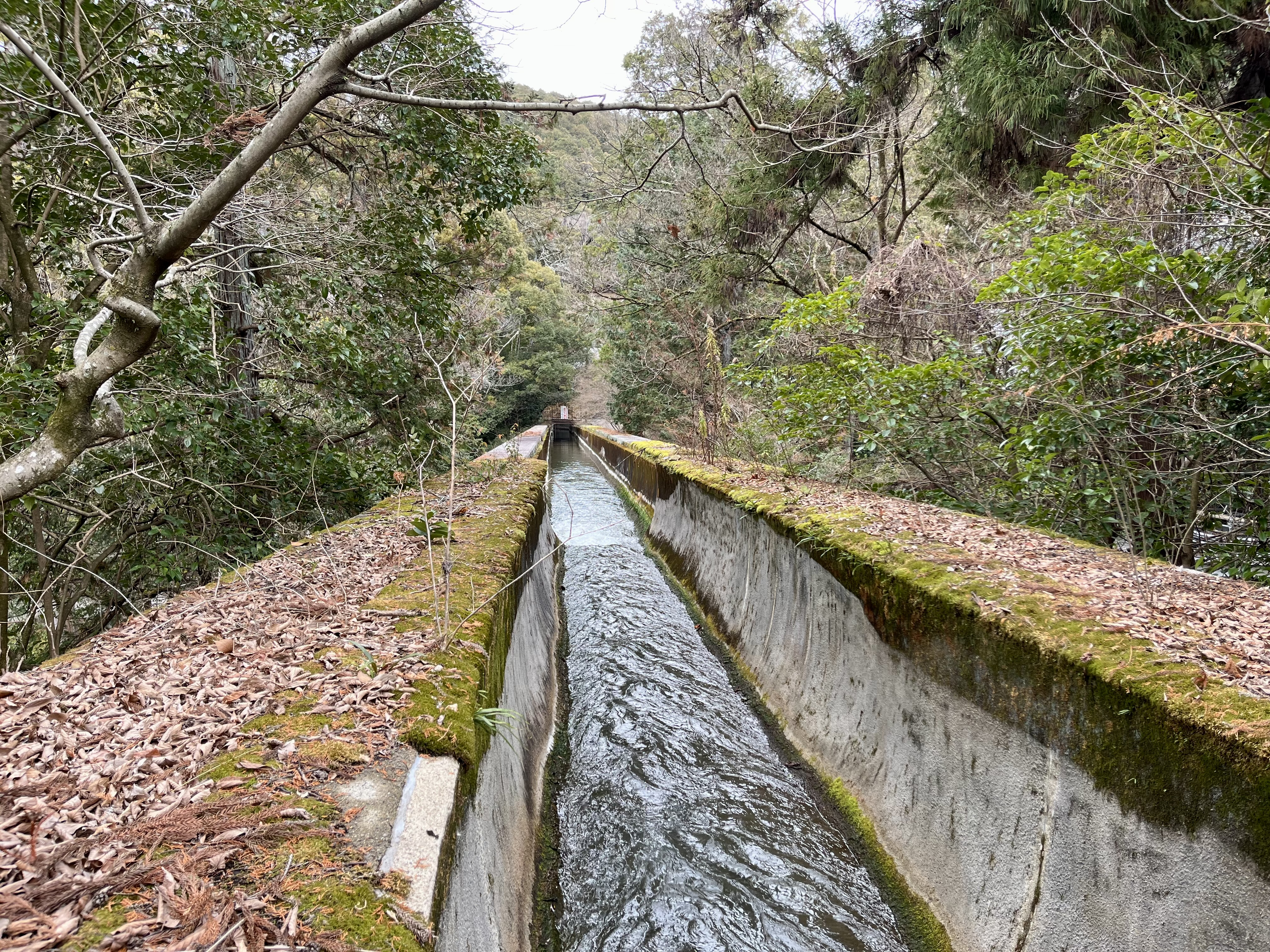
水路閣の上を琵琶湖疏水が流れる様子

南禅寺（なんぜんじ）は、京都市左京区南禅寺福地町にある臨済宗南禅寺派の大本山の寺院。山号は瑞龍山。本尊は釈迦如来。開山は無関普門（大明国師）。開基は亀山法皇。正式には太平興国南禅禅寺（たいへいこうこくなんぜんぜんじ）と号する。日本最初の勅願禅寺であり、室町時代に定められた五山十刹の制において京都五山および鎌倉五山の上に置かれる「五山の上」の寺院とされ、日本の全ての臨済宗の寺院の中で最も高い格式を持つ。

## 歴史

### 草創期
南禅寺の建立以前であるが、この地には、亀山天皇が文永元年（1264年）に造営した離宮の禅林寺殿（ぜんりんじどの）があった。「禅林寺殿」の名は、南禅寺の北に隣接する浄土宗西山禅林寺派総本山の禅林寺（永観堂）に由来している。この離宮は「上の御所」（上の宮）と「下の御所」（下の宮）に分かれていたが、弘安10年（1287年）に「上の御所」に亀山上皇が持仏堂を建立し「南禅院」と名付けた、これが南禅寺のそもそもの始まりである。後に持仏堂の南禅院は南禅寺の塔頭・南禅院となっている。
亀山上皇は正応2年（1289年）、40歳の時に落飾（出家）して法皇となった。2年後の正応4年（1291年）、法皇は禅林寺殿を寺に改め、当時80歳の無関普門を開山としてこれを龍安山禅林禅寺と名付けた。伝承によれば、この頃禅林寺殿に夜な夜な妖怪変化が出没して亀山法皇やお付きの官人たちを悩ませたが、無関普門が弟子を引き連れて禅林寺殿に入り、静かに座禅をしただけで妖怪変化は退散したので亀山法皇は無関を開山に請じたという。
無関普門は、信濃国の出身。東福寺開山の円爾に師事した後、40歳で宋に留学、10年以上も修行した後弘長2年（1262年）に帰国した。70歳になるまで自分の寺を持たず修行に専念していたが、師の円爾の死をうけて弘安4年（1281年）に東福寺の住持となった。その10年後の正応4年（1291年）に南禅寺の開山として招かれるが、間もなく死去する。開山の無関の死去に伴い、南禅寺伽藍の建設は実質的には二世住職の規庵祖円（南院国師）が指揮し、かつての禅林寺殿の「下の御所」を整備して、永仁7年（1299年）頃に寺観が整った。当初の「龍安山禅林禅寺」を「太平興国南禅禅寺」という寺号に改めたのは正安年間（1299年 - 1302年）のことという。一山一寧が正和2年（1313年）には後宇多上皇の懇請に応じ、上洛して南禅寺3世となった。正中2年（1325年）には夢窓疎石が当寺に住している。
建武元年（1334年）、後醍醐天皇は南禅寺を五山の第一としたが、至徳3年（1385年）に足利義満は自らの建立した相国寺を五山の第一とするために南禅寺を「別格」として「五山の上」に位置づけ、更に五山を京都五山と鎌倉五山に分割している。

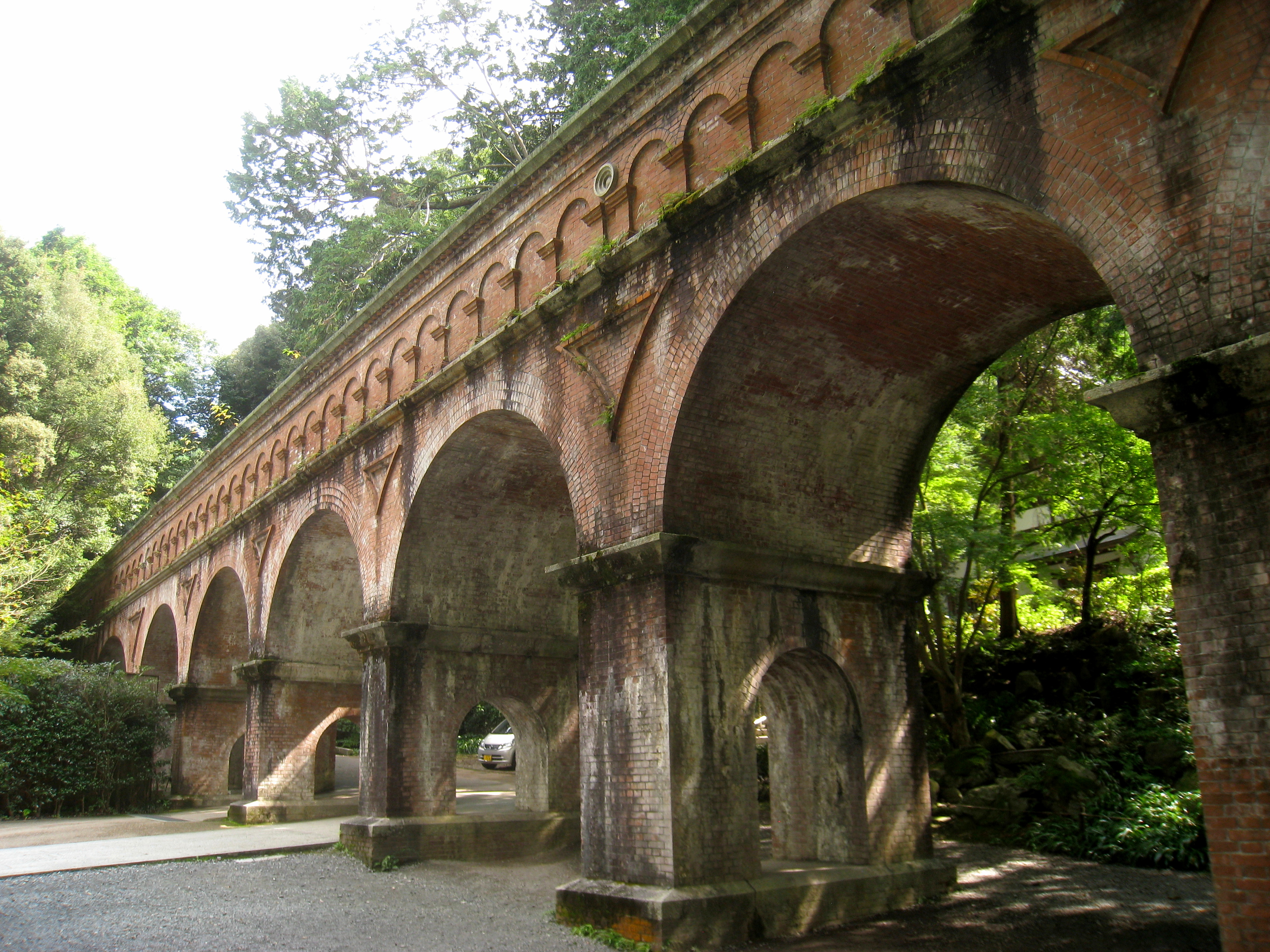
南禅寺境内にある琵琶湖疏水の水道橋（水路閣）

この頃には南禅寺は塔頭60か寺を要する大寺院となっていたため、旧仏教勢力の延暦寺や三井寺と対立して政治問題に発展、管領の細川頼之が調停に乗り出すという一幕もあった。
明徳4年（1393年）の火災と文安4年（1447年）の南禅寺大火に見舞われ、主要伽藍を焼失したがほどなく再建。しかし応仁元年（1467年）に勃発した応仁の乱における市街戦で伽藍をことごとく焼失してからは再建も思うにまかせなかった。

### 近世以後
南禅寺の復興が進んだのは、江戸時代になった慶長10年（1605年）に以心崇伝が入寺してからである。翌慶長11年（1606年）には豊臣秀頼によって法堂が再建されている。
以心崇伝は徳川家康の側近として外交や寺社政策に携わり、「黒衣の宰相」と呼ばれた政治家でもあった。塔頭の金地院に住した崇伝は、江戸幕府から「僧録」という地位を与えられている。これは日本全国の臨済宗の寺院を統括する役職である。以後、金地院の住持は金地僧録と呼ばれ、絶大な権勢を誇った。慶長16年（1611年）には、豊臣秀吉が天正年間（1573年 - 1593年）に建てた女院御所の対面御殿が下賜され大方丈とされた。
1875年（明治8年）、境内に日本初の公立精神科病院「京都府療病院付属癲狂院」（現・川越病院）が設立されている。　
1888年（明治21年）に建設された、当寺の境内を通る琵琶湖疏水の水路閣は田辺朔郎の設計によるもので、テレビドラマの撮影に使われるなど、今や京都の風景として定着している。当初は塔頭南禅院の南側にトンネルを掘って水路にする予定であったが、それでは南禅院にある亀山法皇廟所の裏を通ることになり、南禅寺が反対した。そのために現在の形を取ることになった。建設当時は古都の景観を破壊するとして反対の声も上がった一方で、南禅寺の三門には見物人が殺到したという。明治維新直後には政府の上地に遭い寺領の多くを失ったため廃絶に追い込まれた塔頭も少なくなかったが、その跡地は邸宅地として再開発され、そこには植治こと小川治兵衛により琵琶湖疏水から引き込んだ水流を主景とする数々の名庭園が造られ、いまなお貴重な空間として残っている。
1895年（明治28年）に法堂が焼失し、1909年（明治42年）に再建された。
1937年（昭和12年）、塔頭の南禅院で将棋の坂田三吉・木村義雄の対局が行われている。この対局は同年の2月5日から11日までの7日間で、持ち時間が各者30時間という大勝負であった。また先手木村の▲7六歩に後手阪田が△9四歩と指したことでつとに有名。勝負の結果は若い木村が高齢の阪田に快勝した。
2005年（平成17年）に南禅寺境内が国の史跡に指定されている。

## 境内

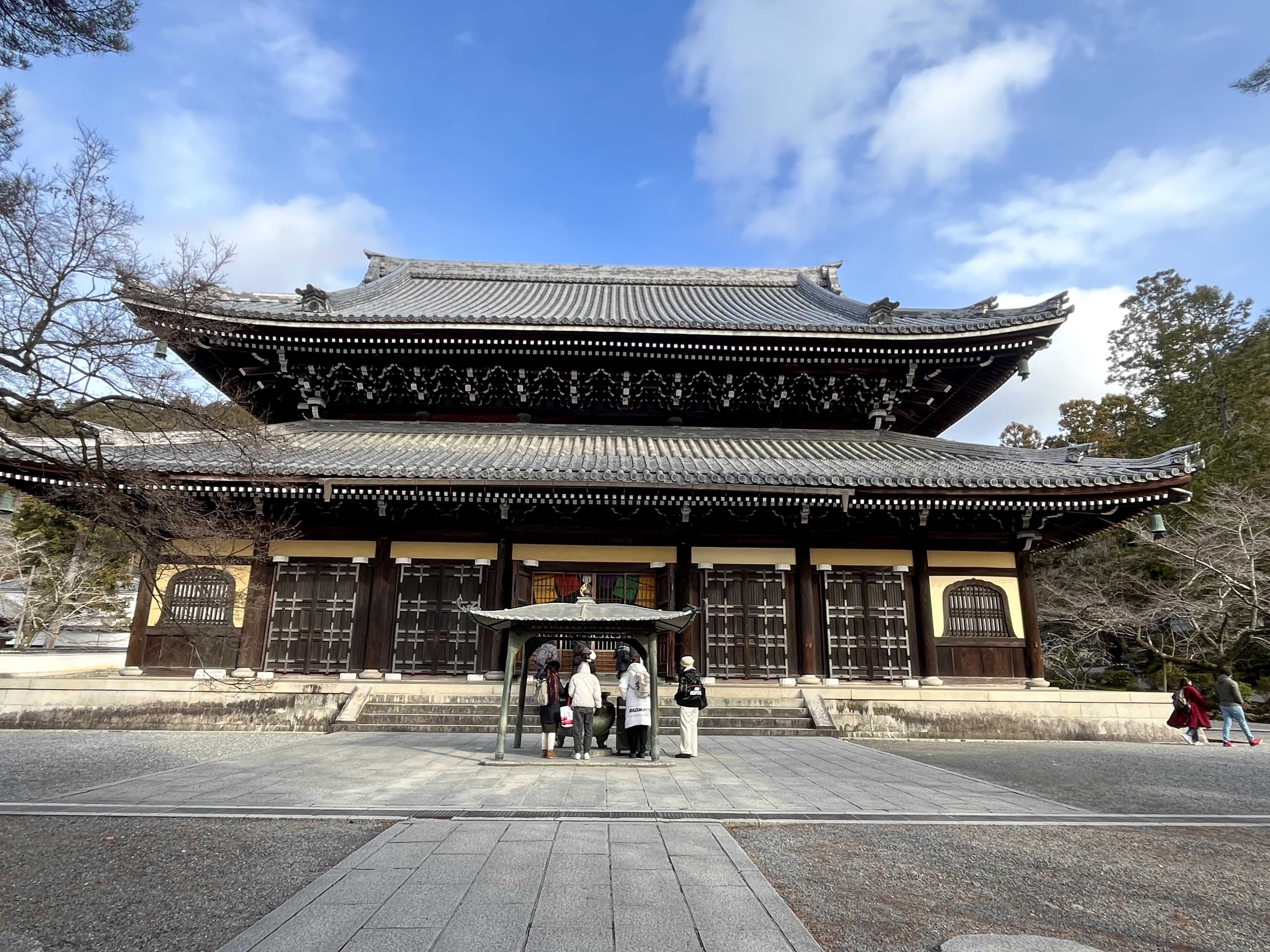
法堂

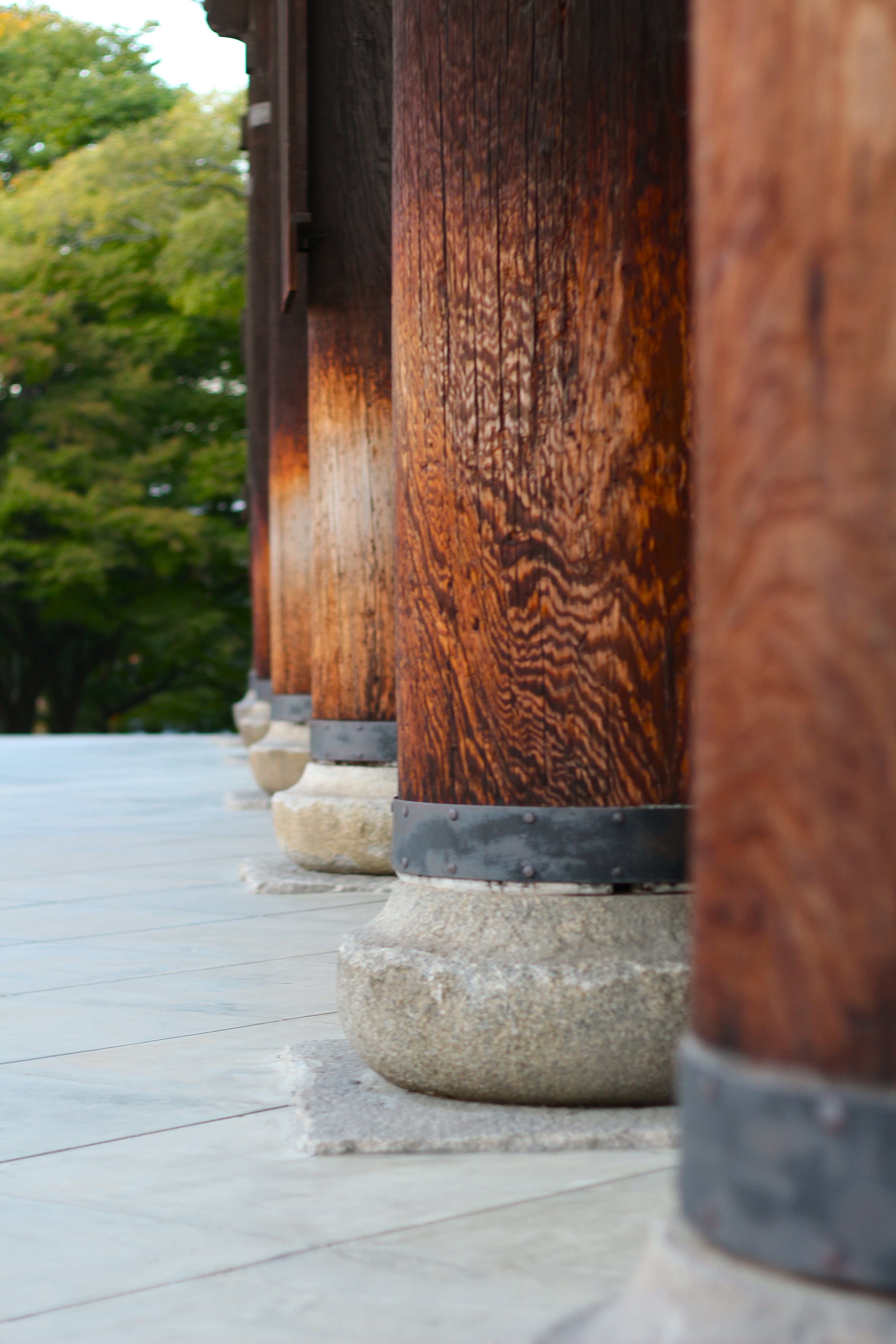
歴史を感じさせる三門の柱

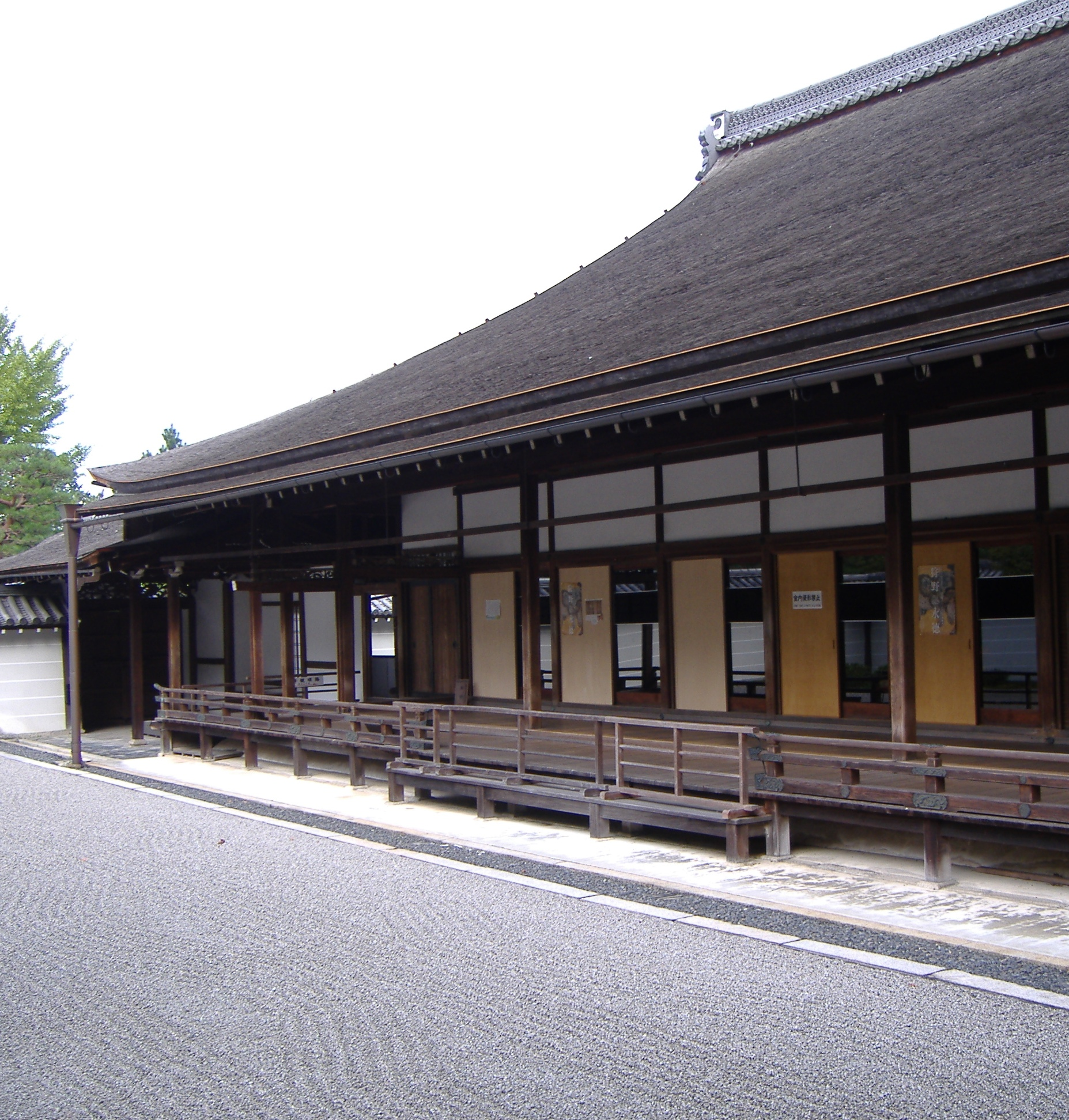
方丈（国宝）

- 法堂 - 慶長11年（1606年）に豊臣秀頼によって再建されたが[5]、1895年（明治28年）にこたつの火の不始末で焼失した。現在の建物は、1909年（明治42年）に再建されたもの[6]。本尊の釈迦如来坐像を祀り、天井には今尾景年による幡龍が描かれている。
- 方丈（国宝）[7] - 大方丈と小方丈からなる。大方丈は慶長の御所建て替えに際し、天正年間（1573年 - 1593年）に豊臣秀吉によって建てられた旧御所の建物を慶長16年（1611年）に下賜されたもの。「旧御所清涼殿を移築した」とする資料が多いが、清涼殿ではなく女院御所の対面御殿を移築したものである。接続して建つ小方丈は寛永年間（1624年 - 1645年）に建てられた伏見城の小書院とされる。

大方丈の間取りは六間取で、南側が西から順に花鳥の間（西の間）、御昼の間、麝香の間、北側が西から順に鶴の間、仏間（内陣）、鳴滝の間である。建物の東端は幅一間半の細長い部屋で、柳の間と呼ばれる。仏間を除く各室に桃山時代、狩野派の障壁画があり、計124面（附指定4面を含む）が重要文化財に指定されている。これらは旧御所の障壁画を引き継いだものであるが、建物の移築に際して襖の配置構成が大幅に変更されており、本来ひと続きの画面であった襖が別々の部屋に配置されているものも多い。欄間の彫刻は左甚五郎の作だとされている。小方丈の障壁画は狩野探幽の作と伝えられるが、作風上からは数名の絵師による作と推測されている。
- 方丈前庭「虎の子渡しの庭」（国の名勝） - 方丈の前にある枯山水庭園は小堀遠州の作といわれる[8]。
- 小方丈庭園「如心庭」 - 1966年（昭和41年）に当時の管長柴山全慶老師による作庭。
- 庭園「蓬莱神仙庭」
- 庭園「六道庭」
- 庭園「鳴滝庭」
- 庭園「還源庭」
- 庭園「華厳庭」
- 土蔵
- 茶室「不識庵」 - 1954年（昭和29年）に茶道宗徧流8世山田宗有宗匠から寄進。
- 庭園「龍吟庭」
- 茶室「窮心亭（きゅうしんてい）」 - 1968年（昭和43年）に宗徧流一門から寄進。
- 龍渕閣 - 坐禅会などが行われる。
- 本坊
  - 庫裏
  - 大玄関
  - 書院
- 瑞宝殿 - 収蔵庫。
- 琵琶湖疏水「水路閣」 - 1888年（明治21年）築。レンガ造りのアーチ橋。写真撮影の有名なスポットでもある。国宝への指定が答申されている（国宝「琵琶湖疏水施設」のうち、官報告示を経て正式指定となる）[9]。
- 鐘楼 - 塔頭・南禅院と琵琶湖疏水の横の高台にある。
- 三門（重要文化財） - 歌舞伎の『楼門五三桐』（さんもんごさんのきり）の二幕目返しで石川五右衛門が「絶景かな！絶景かな！」という名科白を廻す「南禅寺山門」がこれである。ただし実際の三門は五右衛門の死後30年以上経った寛永5年（1628年）に、津藩主・藤堂高虎が大坂夏の陣で戦死した一門の武士たちの冥福を祈るために寄進したものである。別名「天下竜門」と呼ばれる。創建当時の三門は永仁3年（1295年）に西園寺実兼の寄進によって建てられたものだが、応安年間（1368年 - 1375年）に新たな三門へ建て替えられた。しかし、文安4年（1447年）の南禅寺大火で焼失してしまっていた。江戸時代に造営された際、以心崇伝は施主の藤堂高虎および総奉行の吉田貞右衛門と緊密に連絡を取り、相国寺および知恩院の三門を調査し参考にするように申し付けており、これらの三門には構造形式や組物の構成に共通点がある[10]。形式は五間三戸二階二重門、入母屋造、本瓦葺、西面で、両山廊（各切妻造、本瓦葺）付である[10]。上層は「五鳳楼」といい、釈迦如来と十六羅漢像のほか、寄進者の藤堂家歴代の位牌、大坂の陣の戦死者の位牌などを安置する。天井画の天人と鳳凰の図は狩野探幽筆。知恩院三門、東本願寺御影堂門とともに、京都三大門の一つに数えられている。
- 石灯籠 - 寛永5年（1628年）に佐久間勝之が奉納したもの。俗に佐久間玄藩の片灯籠と呼ばれている、高さは6メートルあり、東洋一の灯篭である。
- 勅使門（重要文化財） - 寛永18年（1641年）に明正天皇より御所の「日の御門」を拝領し、移築したものという。
- 中門 - 慶長6年（1601年）、細川家の家老・松井康之によって伏見城内の松井邸の門を勅使門として寄進がなされたもの。日の御門の拝領に伴って現在地に移された。幕末までは脇門と呼ばれていた。
- 拳龍池
- 南禅会館 - 宿坊。
- 綾戸神社

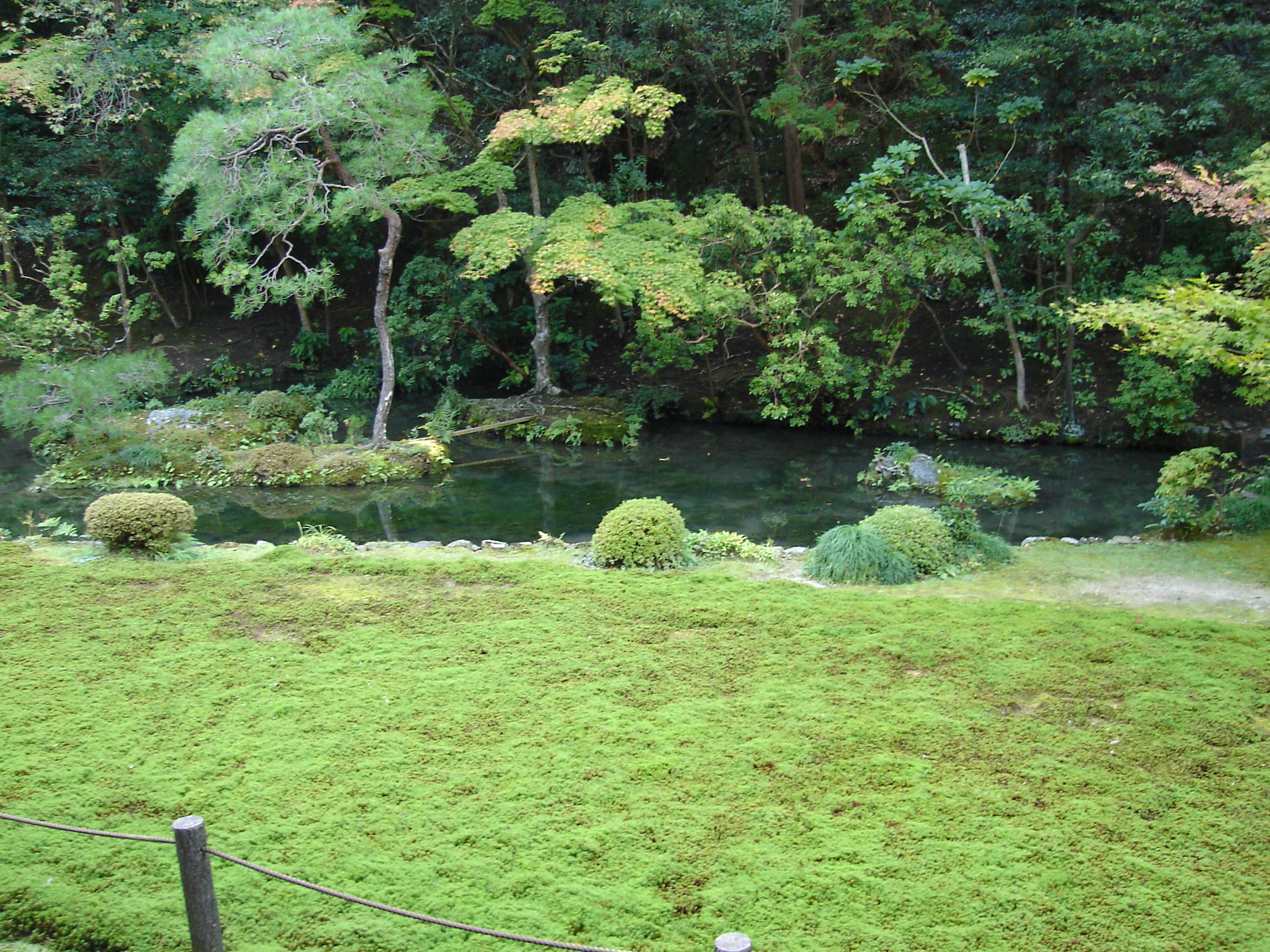
南禅院方丈庭園
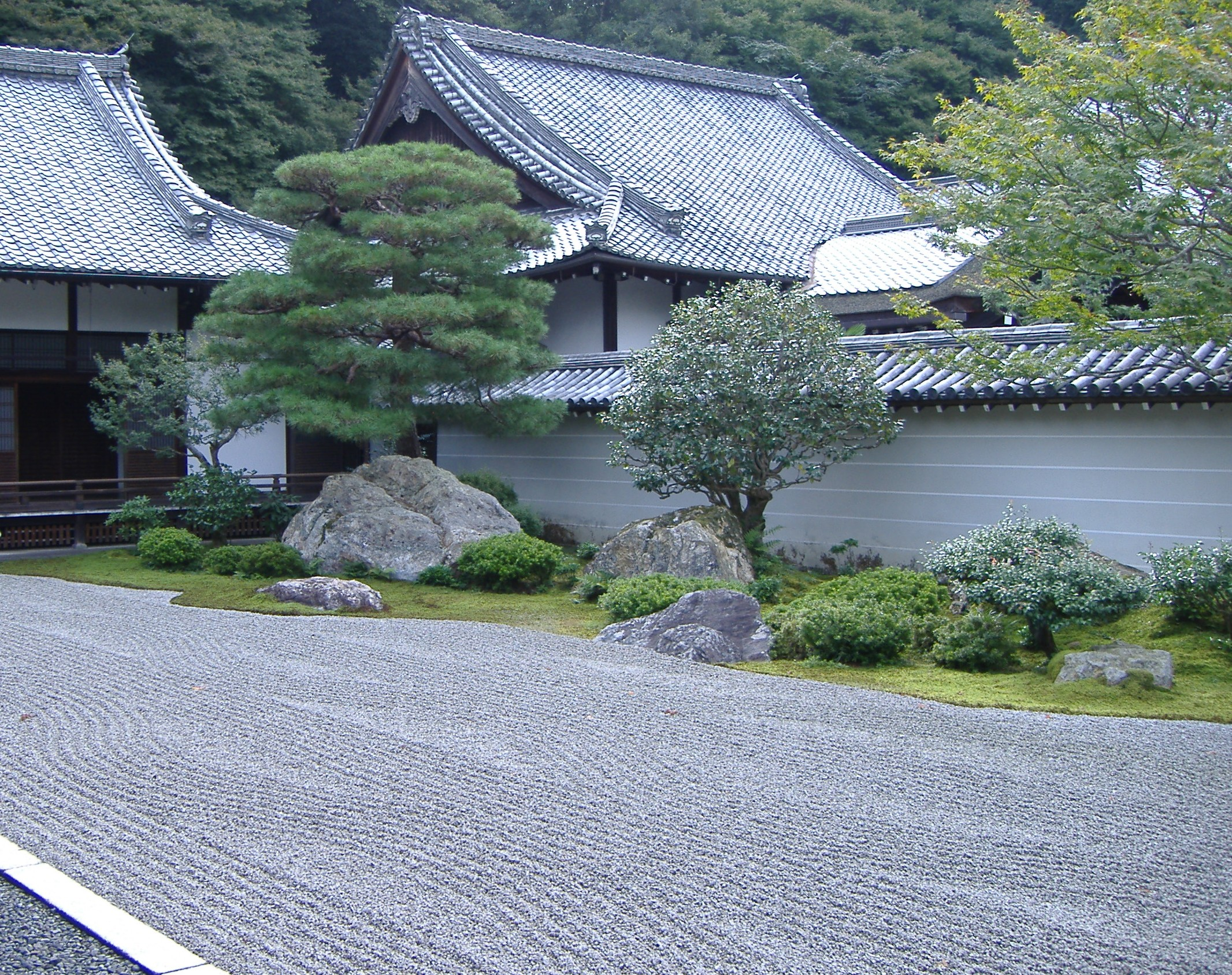
方丈庭園「虎の子渡しの庭」
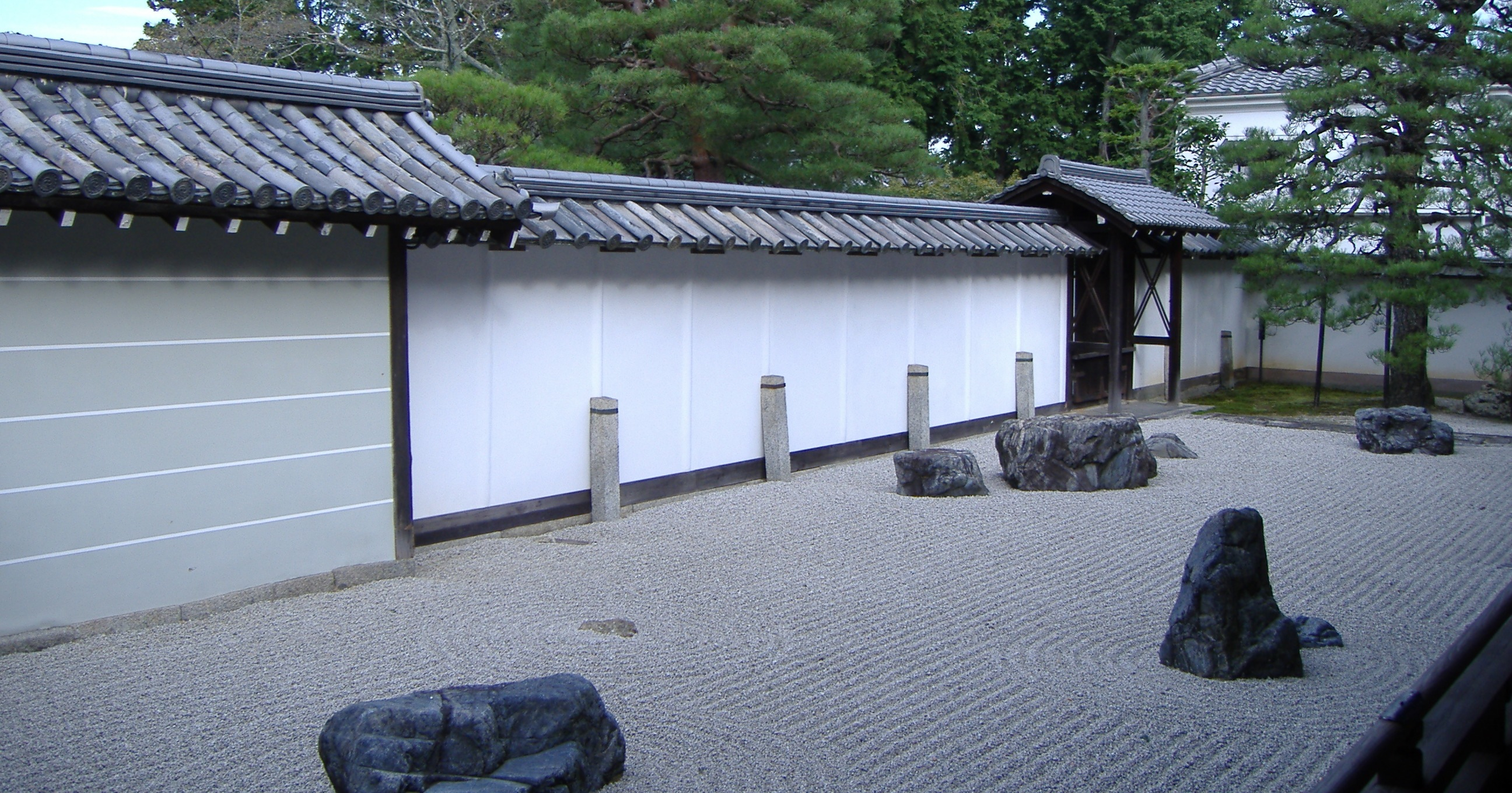
方丈庭園「如心庭」

## 塔頭

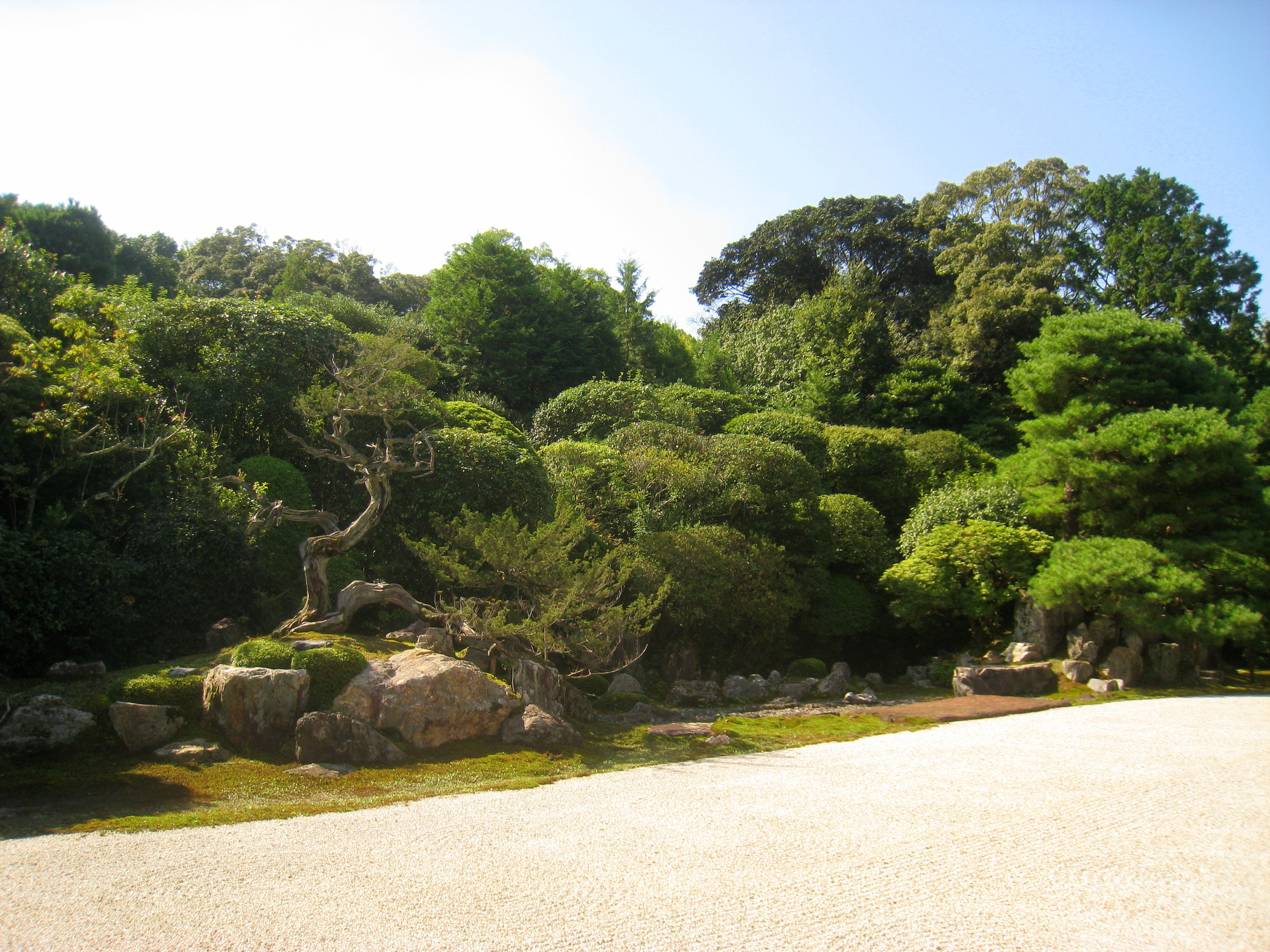
金地院「鶴亀の庭」（特別名勝）

- 金地院 - 南禅寺の塔頭のひとつで、勅使門の手前右側に位置する。応永年間（1394年 - 1428年）、洛北鷹峯（現・京都市北区）に大業和尚が創建し、慶長10年（1605年）頃に一色氏出身の以心崇伝によって現在地に再興された。方丈は伏見城の遺構を慶長16年（1611年）に移築したものという。特別名勝に指定されている庭園は「鶴亀の庭」といわれ、小堀遠州の作である。塀重門として建つ明智門は明智光秀にちなむ門で、大徳寺方丈から明治時代に移築したもの。それまでここに建っていた唐門はもと二条城の唐門で（その前は伏見城にあったという）、崇伝が幕府から賜ったものだが、豊国神社再建にあたり神社に譲られて移築された。国宝の『渓陰小築図』『秋景冬景山水図』を所蔵する。
- 南禅院 - 亀山上皇の離宮時代の「上の御所」に造られた南禅寺の塔頭で、南禅寺発祥の地といわれる。方丈の庭園は池泉廻遊式庭園で鎌倉時代に作られた庭園であり、京都で一番古いものである。京都三名勝史跡庭園（他には天龍寺庭園、西芳寺庭園）の一つ。一山一寧の墓がある。なお、現在は南禅寺の直轄寺院となっている。
- 最勝院（高徳庵）
- 正因庵
- 天授庵 - 延元4年（1339年）に南禅寺15世、虎関師錬が開山の無関普門の塔所として開いた塔頭。慶長7年（1602年）に細川幽斎によって再興された。
- 真乗院 - 永享8年（1436年）に山名宗全が香林宗簡の塔所として開いた塔頭である。山名宗全の墓がある。
- 南陽院 - 豊田毒湛が住した塔頭。1908年（明治41年）に京都の西賀茂の正伝寺塔頭であった南陽院を移し、1909年（明治42年）に再建された。豊田毒湛は、南禅寺の法堂を再建等して、1917年（大正6年）に78歳で遷化した。
- 大寧軒 - 大寧院の流れを汲む塔頭で薮内家により再興された。
- 帰雲院 - 南禅寺の塔頭の最初期のものである。開祖は規庵祖円（南院国師）である。南院国師の墓がある。
- 薝蔔林寺（せんぷくりんじ・南禅僧堂） - 南禅寺にある禅の専門道場。享保16年（1731年）僧堂を開単。現在の禅堂は大道恵雲禅師の働きかけにより、寛政8年（1796年）に建立されたもの。8月を除いて毎月第一日曜日に座禅会として「胡禅会」が開催されている。
- 正的院 - 元翁本元の塔頭で、元翁は元応元年（1319年）に南禅寺11世として住持し、正慶元年（1332年）に没し、その弟子たちにより南禅寺にも塔所が設けられて正的院となる。住職の松﨑大嶺は、玉川遠州流9代家元である。玉川遠州流は閑院宮家と有栖川宮家の宮家茶道を継承した宮家茶道の流派である。
- 聴松院 - 昔は聴松庵と呼ばれ、清拙正澄（南禅寺14世）の墓所である。摩利支尊天が祀られている。室町時代末期の享禄2年（1529年）細川満元が再興して現在の名前となったという。しかし、細川満元では時代が合わない。
- 慈氏院（達磨堂） - 義堂周信の塔頭。嘉慶元年（1387年）の創建である。石像であるダルマ立像があって、足のあるダルマと呼ばれている。寒松軒柴山全慶の墓がある。
- 牧護庵（法皇寺）
- 境外塔頭
  - 光雲寺 - 左京区南禅寺北ノ坊町にある。

### かつて存在した塔頭
- 楞伽院 - 竺仙梵僊縁の塔頭。

## 文化財

### 国宝
- 方丈
- 亀山天皇宸翰禅林寺御祈願文案（永仁七年三月五日）（附 南禅寺領諸国所々紛失御判物帖）

### 重要文化財
- 三門
- 勅使門
- 絹本著色釈迦十六善神像

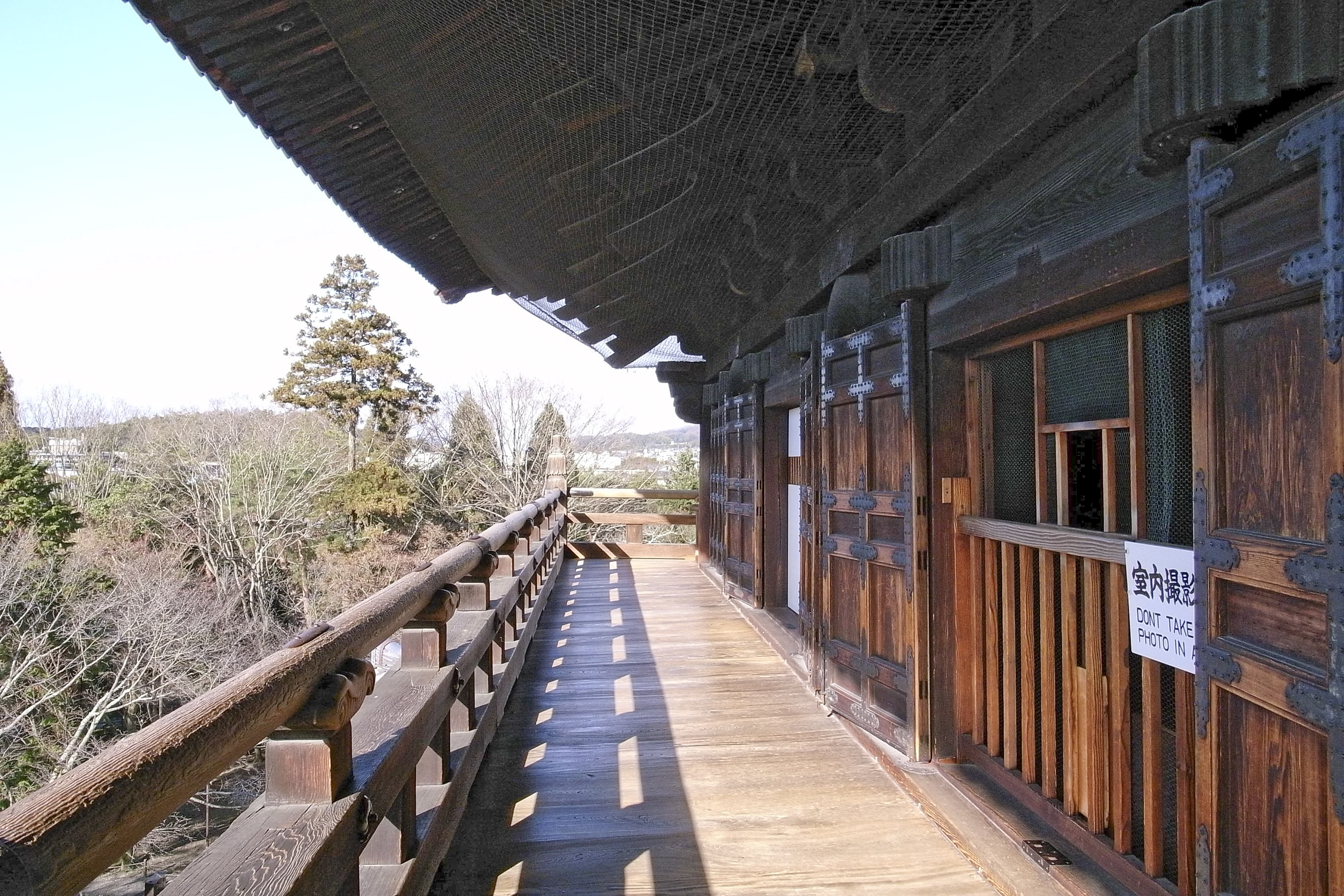
三門

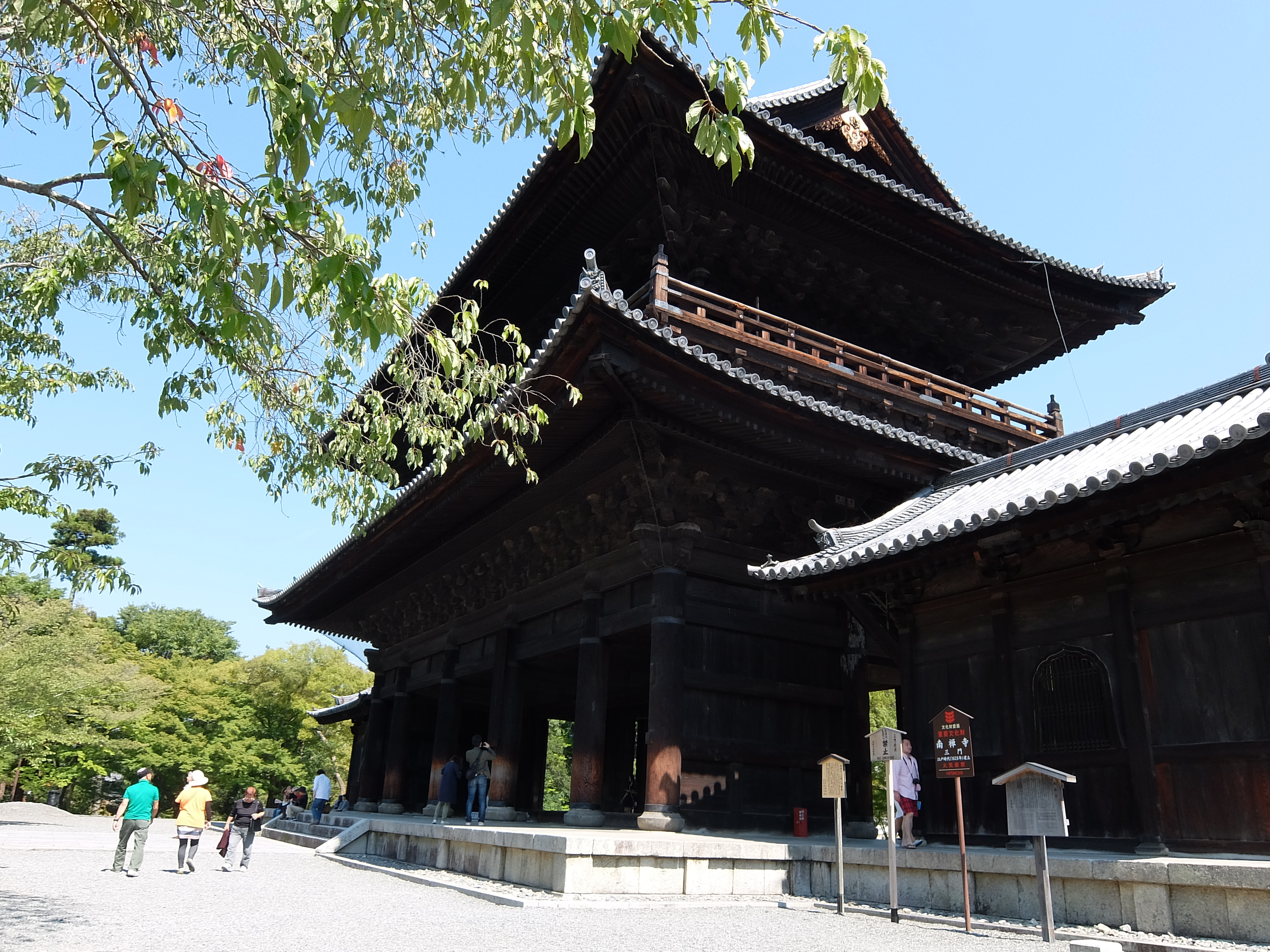
外から見た三門

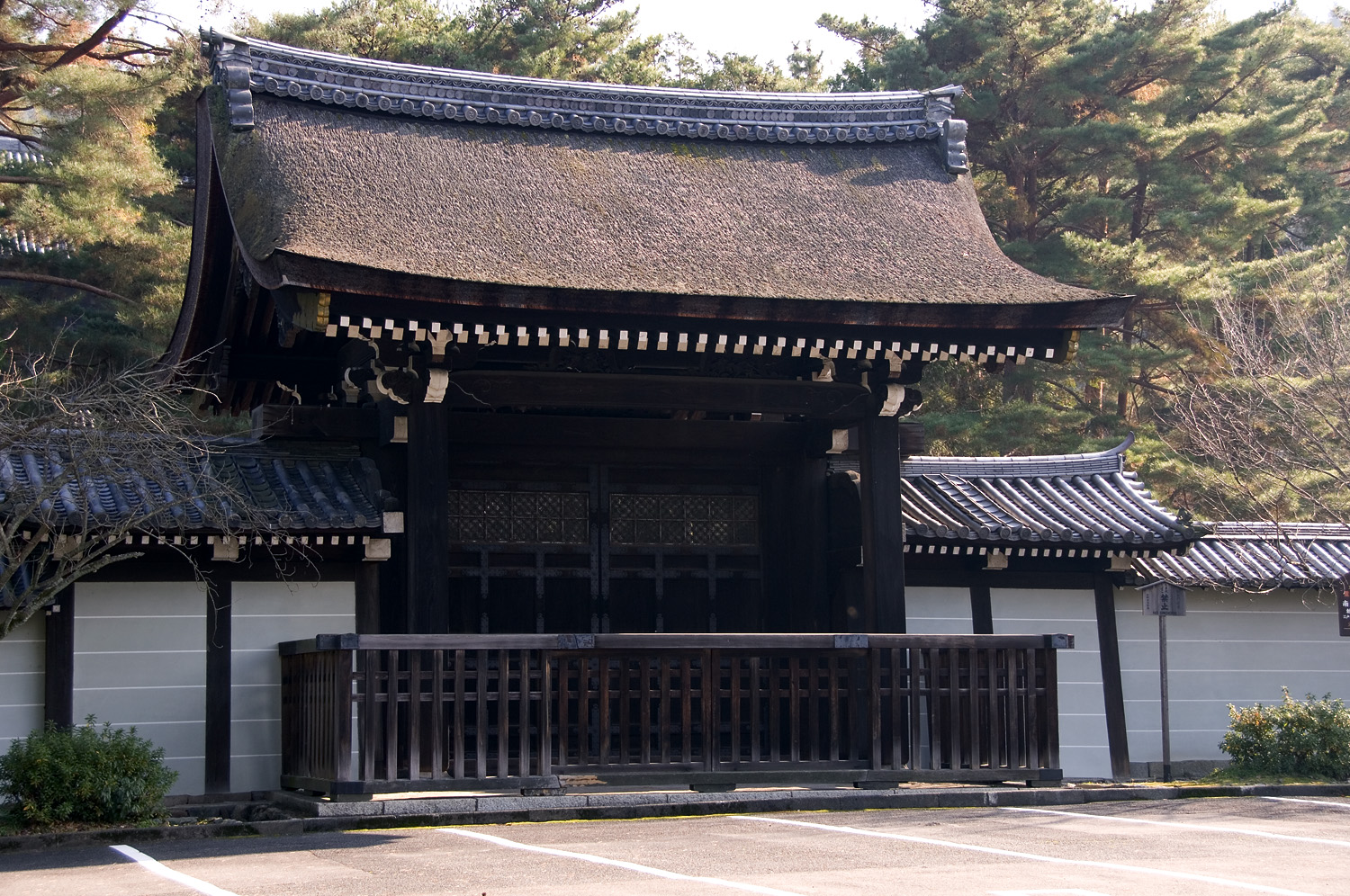
勅使門

- 絹本著色大明国師像（無関普門像） 1501年（文亀元年）後柏原天皇宸翰あり。
- 絹本著色大明国師像 平田慈均賛
- 南院国師像（規庵祖円像）2幅（絹本著色 一、紙本著色 一）
- 絹本著色仏涅槃図
- 絹本墨画聖僧文殊像 南禅比丘正澄の賛あり
- 紙本墨画達磨像 祥啓筆
- 絹本墨画江山漁舟図 蒋三松筆
- 絹本淡彩薬山李翺問答図
- (*) 紙本金地著色廿四孝図14面、琴棋及群仙図17面
- (*) 紙本金地著色瀑布図8面、宮嬪図8面、桜花渓流図6面、梅竹禽鳥図4面、附 紙本金地著色果実図4面
- (*) 紙本著色瀑布垂柳白鵞図8面、牡丹麝香猫図5面、松鷹白鷺図10面、松紫陽花図4面、枇杷雉子図4面、菊萩図6面
- (*) 紙本著色群鶴図10面、桃花小禽図4面、白梅禽鳥図4面、水辺鴨雁図4面、桧鴛鴦図2面、桐花小禽図2面
- 紙本著色群虎図（小方丈障壁画）伝狩野探幽筆　虎ノ間襖及貼付40枚（襖31、貼付3、腰障子6）
- 木造聖観音立像
- 鎌倉彫牡丹模様香盒
- 南禅寺一切経 5822帖
- 清涼殿拝領由緒書 6幅
- 南禅寺仏殿指図

重要文化財のうち、(*)印の4件は大方丈障壁画である。
典拠：2000年（平成12年）までの指定物件については、『国宝・重要文化財大全 別巻』（所有者別総合目録・名称総索引・統計資料）（毎日新聞社、2000年）による。

### 国の史跡
- 境内

### 国の名勝
- 方丈庭園

## 主な行事
- 本光忌　2月2日　中興開山以心崇伝（本光国師）の毎歳諱法要。正当は1月20日
- 南院忌　4月2日　創建開山・第二祖規菴祖円（南院国師）の毎歳諱法要。
- 亀山法皇御忌　9月12日　亀山法皇の毎歳諱法要。正当は9月15日
- 開山忌　11月12日　開山無関普門（大明国師）の毎歳諱法要。正当は12月12日

## 湯豆腐
湯豆腐は南禅寺周辺参道の精進料理が起源とされている。
なお、山形県酒田市、鶴岡市では「南禅寺豆腐」というほぼ半球の形をした豆腐が名産で、江戸時代に北前船に乗って京都から西廻り航路で南禅寺の豆腐が伝わったといわれている。5月から8月中旬までの間の期間限定販売。

## 交通
- 蹴上駅（京都市営地下鉄東西線）下車。1号出口から徒歩5分。
- 京都市営バス5系統「南禅寺・永観堂道」バス停下車徒歩8分。急行100系統「宮ノ前町」下車徒歩10分。
- 京都市営バス「京都岡崎・都心循環バス（京都岡崎ループ）」「南禅寺・疏水記念館・動物園東門前バス停」下車徒歩6分（2015年9月19日から運転・2022年3月19日から休止[11]）。